# Punk Goes 90s
Punk Goes 90's — п'ята за рахунком збірка з серії Punk Goes... видана на Fearless Records. Диск складається з переспіваних популярних пісень з 1990-х у виконанні гуртів, які грають панк. До платівки увійшла перероблена версія пісня гурту Nirvana під назвою In Bloom зі знакового альбому Nevermind. Реліз збірки відбувся 6 травня 2006 року.
Punk Goes 90's — перша збірка з серії, яка потрапила у Топ 200 журналу Billboard, посівши 186 місце. Продюсером альбому виступив Марк Гоппус, учасник гурта Blink 182.

## Список пісень
| #   | Назва                  | Виконавець              | Оригінальний виконавець | Довжина |
| --- | ---------------------- | ----------------------- | ----------------------- | ------- |
| 1.  | «March of the Pigs»    | Mae                     | Nine Inch Nails         | 2:45    |
| 2.  | «Song 2»               | Plain White T's         | Blur                    | 2:07    |
| 3.  | «Under the Bridge»     | Gym Class Heroes        | Red Hot Chili Peppers   | 3:25    |
| 4.  | «Black Hole Sun»       | Copeland                | Soundgarden             | 4:31    |
| 5.  | «Hey Jealousy»         | Hit the Lights          | Gin Blossoms            | 2:58    |
| 6.  | «All I Want»           | Emery                   | Toad the Wet Sprocket   | 3:49    |
| 7.  | «Losing My Religion»   | Scary Kids Scaring Kids | R.E.M.                  | 3:57    |
| 8.  | «Wonderwall»           | Cartel                  | Oasis                   | 4:53    |
| 9.  | «You Oughta Know»      | The Killing Moon        | Аланіс Моріссетт        | 3:41    |
| 10. | «Stars»                | Bleeding Through        | Hum                     | 5:21    |
| 11. | «Enjoy the Silence»    | Anberlin                | Depeche Mode            | 3:32    |
| 12. | «The Beautiful People» | Eighteen Visions        | Marilyn Manson          | 3:35    |
| 13. | «Big Time Sensuality»  | The Starting Line       | Бйорк                   | 3:12    |
| 14. | «In Bloom»             | So They Say             | Nirvana                 | 3:48    |
| 15. | «Jumper»               | BEDlight for BlueEYES   | Third Eye Blind         | 4:04    |